# Željko Bebek
Želimir „Željko” Bebek (Szarajevó, 1945. december 16. –) boszniai énekes, 1974-től 1984-ig a Bijelo dugme frontembere.

## Gyermekkora
Már kiskorában megmutatkozott zenei érdeklődése. Eleinte harmonikán játszott, majd az általános iskola harmadik osztályában gitárra akart váltani, de tanára nem nézte ezt jó szemmel, így a mandolinnál állapodott meg. Hamarosan a legjobb madonlinos lett az iskolában, s ennek elismeréseként engedélyezték hogy gitáron is játszhasson.

## Karrierje
Bebek 16 éves korában lépett be élete első együttesébe, az Eho 61-be. Ennek a zenekarnak a tagja volt korábban Kornelije Kovač, híres dalszerző, a Korni grupa egyik tagja. 1965-ben Edo Bogeljić meghívta a Kodeksibe, melyben évekig játszott. Mivel az együttesnek nem volt állandó basszusgitáros, Bebek az akkor 18 éves Goran Bregović-ot ajánlotta a feladatra, miután a Bestije-vel látta játszani 1969-ben. Bebek 1970 őszén otthagyta a Kodeksit.
Szarajevóba visszatérvén rögtön megalapította a Novi Kodeksit Edo Bogeljić-csal. A zenekar rekordot állított fel 32 órán keresztül történő folyamatos zenélés terén (ezen rekordot addig a Čičak együttes tartotta). 
1971 decemberében Bebek behívót kapott a jugoszláv hadseregbe, így a zenekar egy búcsúkoncert után feloszlott. Nem sokkal később megházasodott, majd úgy döntött hogy felhagy a zenéléssel.
1972-ben, mikor már a hadsereghez csatlakozott volna, Goran Bregović meghívta egy dal felvételére az újonnan alakult Jutro együtteshez. A Patim evo deset dana c. dal stúdiófelvétele után Bebek Pirotba ment szolgálni. Leszerelése után, 1973-ban főállásban is csatlakozott az együtteshez, de mivel nem volt biztos a zenekar jövőjében, így másodállás gyanánt egy adminisztrátori állást is elvállalt. Később, mikor a zenekar felfutóban volt, otthagyta a másodállását és teljesen a zenének szentelte életét.
A Jutro pedig hamarosan átalakult és létrejött a Bijelo dugme. 1974-ben egy csapásra híres lett a zenekar. Bebek a Bijelo dugme-beli szereplésével párhuzamosan szólókarrierjét is egyengette, két szólólemeze jelent meg, az első 1978-ban, a második 1984-ben, amikor az együttesből kilépett. Szólóénekesként nem ért el velük kirobbanó sikereket.
A jugoszláv háború kitörésekor Zágrábba költözött, azóta is ott él és dolgozik.

## Szólólemezei
- Skoro da sam isti (1978)
- Mene tjera neki vrag (1984)